# آجیسای
آجی‌سای (به ژاپنی: あじさい، به معنی "ادریسی") یک ماهواره ژاپنی است که توسط آژانس ملی توسعه فضایی ژاپن حمایت می شود و در سال ۱۹۸۶ با اولین پرواز موشک اچ-آی پرتاب شد. این ماهواره همچنین به عنوان ماهواره زمین‌سنج تجربی (EGS) شناخته می‌شود؛ زیرا حامل بار آزمایشی ژئودتیک (EGP) است.